# Râul Bolda
Râul Bolda este un curs de apă, afluent al râului Maria.

## Hărți
- Harta județului Satu Mare